# Asnières-sur-Saône

Asnières-sur-Saône este o comună în departamentul Ain din estul Franței.